# Strażnica WOP Lubycza Królewska
Strażnica Wojsk Ochrony Pogranicza Lubycza Królewska – zlikwidowany podstawowy pododdział Wojsk Ochrony Pogranicza pełniący służbę graniczną na granicy polsko-radzieckiej.

Strażnica Straży Granicznej w Lubyczy Królewskiej imienia mjr. Tadeusza Kuncewicza – zlikwidowana graniczna jednostka organizacyjna Straży Granicznej realizująca zadania bezpośrednio w ochronie granicy państwowej z Ukrainą.

## Formowanie i zmiany organizacyjne
1 czerwca 1976 w związku ze zmianą ochranianego odcinka, dyktowaną przez reformę administracyjną kraju i nowy podział na województwa odtwarzano brygady na granicy ze Związkiem Radzieckim. Na bazie 23 Chełmskiego Oddziału WOP sformowano Nadbużańską Brygadę WOP. W jej strukturach 1 czerwca 1976, na bazie Placówki WOP Hrebenne zorganizowano strażnicę WOP Lubycza Królewska. W 1978 strażnica z miejscowości Hrebenne została przeniesiona do Lubyczy Królewskiej w strukturach Nadbużańskiej Brygady WOP.
1 października 1989 rozformowana została Nadbużańska Brygada WOP, na jej bazie powstał Nadbużański Batalion WOP, a Strażnica WOP Lubycza Królewska wraz z batalionem została włączona w struktury Bieszczadzkiej Brygady WOP w Przemyślu i tak funkcjonowała do 15 maja 1991.
Straż Graniczna:
16 maja 1991 ochronę granicy państwowej przejęła nowo sformowana Straż Graniczna. Strażnica w Lubyczy Królewskiej została włączona w struktury Nadbużańskiego Oddziału Straży Granicznej w Chełmie i przyjęła nazwę Strażnica Straży Granicznej w Lubyczy Królewskiej (Strażnica SG w Lubyczy Królewskiej).
W 2000 począwszy od Komendy Głównej SG, Oddziałów SG i na końcu strażnic SG oraz GPK SG, rozpoczęła się reorganizacja struktur Straży Granicznej związana z przygotowaniem Polski do wstąpienia, do Unii Europejskiej i przystąpieniem do Traktatu z Schengen. Podczas restrukturyzacji wprowadzono kompleksową ochronę granicy już na najniższym szczeblu organizacyjnym tj. strażnica i graniczna placówka kontrolna. Wprowadzona całościowa ochrona granicy zniosła podział na graniczne jednostki organizacyjne ochraniające tylko tzw. „zieloną granicę” i prowadzące tylko kontrole ruchu granicznego. W wyniku tego, 2 stycznia 2003, nastąpiło zniesie Strażnicy SG w Lubyczy Królewskiej im. mjr. Tadeusza Kuncewicza. Ochraniany przez strażnicę odcinek granicy, wraz z obiektami i obsadą etatową przejęła Graniczna Placówka Kontrolna SG w Hrebennem.

## Wydarzenia
- 2000 – 4 grudnia w Lubyczy Królewskiej odbyły się uroczystości związane z otwarciem nowego, zmodernizowanego obiektu strażnicy. Obecni byli: komendant główny SG gen. bryg. Marek Bieńkowski, jego zastępcy: płk SG Wojciech Dylewski i ppłk SG Jarosław Frączyk, kierownictwo Stowarzyszenia Weteranów Polskich Formacji Granicznych: płk Jan Sadowski i por. Mirosław Jan Rubas, kombatanci: żołnierze 27 WD AK, z Tadeuszem Perszem[d] na czele oraz Jerzy Wojciech Głąb dyrektor miejscowego zespołu szkół wraz z nauczycielem historii Zdzisławem Pizunem[2] (Obiekt w Lubyczy Królewskiej eksploatowany był od  1975 i wymagał gruntownego remontu[2].

## Sąsiednie strażnice
- Strażnica WOP Dołhobyczów ⇔ Strażnica WOP Sołotwina – 01.06.1976[4]
- Strażnica WOP Dołhobyczów ⇔ Strażnica WOP Lubaczów – 1990[6]

Straż Graniczna:
- Strażnica SG w Dołhobyczowie ⇔ Strażnica SG w Lubaczowie – 16.05.1991[8]
- Strażnica SG w Łaszczowie ⇔ Strażnica SG w Lubaczowie – 05.05.1994
- Strażnica SG w Łaszczowie ⇔ Strażnica SG w Horyńcu-Zdroju – 30.05.1995[11].

## Dowódcy/komendanci strażnicy
- Henryk Czajkowski (01.06.1976–02.10.1977)[3]
- ppłk Romuald Parafiniuk[12]

Komendanci strażnicy SG:
- ppłk SG Romuald Parafiniuk[12]
- kpt. SG Mariusz Ziembiński (był 25.05.2001)[13].

## Nadanie imienia strażnicy
Nadanie imienia strażnicy SG w Lubyczy Królewskiej podano za: Roczniki Wydziału Nauk Prawnych i Ekonomicznych KUL. W: Stanisław Dubaj: Patroni Nadbużańskiego Oddziału Straży Granicznej i Podległych Placówek SG – Tom VIII−IX, zeszyt 1 – 2012–2013. Lublin: Katolicki Uniwersytet Lubelski Jana Pawła II, 2013, s. 323, 327–329.
Pomysł nadania patronatu Strażnicy SG w Lubyczy Królewskiej imienia mjr. Tadeusza Kuncewicza wyszedł od gen. bryg. SG Marka Bieńkowskiego na 10-lecie formacji. Wykorzystując możliwości Tadeusza Persza, nawiązano kontakt z zamieszkałą w Warszawie Zofią Kuncewicz – wdową po mjr. Tadeuszu Kuncewiczu, by otrzymać zgodę najbliższej rodziny przyszłego patrona. Po uzyskaniu akceptacji rodziny, na polecenie gen. bryg. Marka Bieńkowskiego nadanie patronatu Strażnicy SG w Lubyczy Królewskiej ujęto jako jedno z czternastu ważniejszych przedsięwzięć w obchodach 10–lecia formacji. Uroczystości w Lubyczy Królewskiej odbyły się 25 maja 2001, zgodnie z zapisami w akcie minister spraw wewnętrznych i administracji Marek Biernacki nadał strażnicy imię mjr. Tadeusza Kuncewicza Żołnierza Armii Krajowej. Podczas uroczystości głos zabrali m.in.: żona patrona Zofia Kuncewicz, przewodniczący SWPFG płk Jan Sadowski oraz oficer 27 WD AK mjr Tadeusz Persz i oficer 9 Pułku Piechoty Legionów AK płk Stanisław Książek – bliscy przyjaciele patrona. Zofia Kuncewicz dokonała również odsłonięcia tablicy na elewacji budynku. W budynku strażnicy przygotowano kącik tradycji z popiersiem Kuncewicza, a ściany wielu pomieszczeń udekorowano obrazami poświęconymi patronowi, przygotowanymi przez laureatów Konkursu plastycznego.